# Forbidden
 Forbidden és una pel·lícula estatunidenca de 1932, dirigida per Frank Capra i protagonitzada per Barbara Stanwyck. Basada en la novel·la Back Street de Fannie Hurst, amb un guió de Jo Swerling, tracta d'una bibliotecària que s'enamora amb un home casat, interpretat per Adolphe Menjou, amb conseqüències tràgiques.

## Argument
Lulu Smith, periodista, va algunes setmanes de vacances a l'Havana. En el transcurs del creuer, per un curiós atzar, coneix Bob Grover, advocat, que es presenta sota un fals nom. Un idil·li té lloc durant l'estada. Després, de tornada als Estats Units, es continuen veient. Un vespre de Halloween, Lulu espera amb impaciència el seu amant, ja que li ha de mostrar una important notícia. Bob Grover li revela llavors la seva verdadera identitat. Reconeix que està casat amb una incapacitada, que culpabilitza pel fet que conduïa l'automòbil, quan va tenir lloc l'accident. Furiosa, Lulu el fa fora i guarda per a ella el seu secret: està embarassada.

## Repartiment
- Barbara Stanwyck: Lulu Smith
- Adolphe Menjou: Bob Grover
- Ralph Bellamy: Al Holland
- Dorothy Peterson: Helen Grover
- Thomas Jefferson: Wilkinson
- Myrna Fresholt: Roberta, de bebè
- Charlotte Henry: Roberta, amb 18 anys
- Oliver Eckhardt: Briggs
- Roger Byrne: Noi
- Henry Armetta: Emile

### Nominacions
- Oscar al millor actor 1938	per a Charles Boyer
- Oscar a la millor direcció artística per a Cedric Gibbons i William A. Horning